# つづく (緑黄色社会の曲)
「つづく」は、日本のポップ・ロック・バンドである緑黄色社会の楽曲。2025年7月18日にSony Music Labelsの社内レーベルEpic Records Japanより配信限定シングルとして発売された。「第24回 ドコモ未来ミュージアム」のCMソングとして書き下ろされた楽曲で、作詞は長屋晴子、作曲はpeppeが手がけ、共同編曲者としてLASTorderが制作に携わっている。
オリコン週間デジタルシングル（単曲）ランキングでは初登場17位、Billboard Japan Download Songsでは初登場15位を記録した。

## 背景
「つづく」は、「第24回 ドコモ未来ミュージアム」のCMソングとして書き下ろされた楽曲で、作詞をボーカル・ギターの長屋晴子、作曲をキーボードのpeppeが手がけた。楽曲について、長屋は以下のようなコメントを残した。
大好きなものはずっと続いてほしい。終わってほしくない。漫画もドラマも、自分の周りの環境も。
たとえ形が変わっても、想いが伝わって広がって、ずっとつづくといいな。
そんなひとりごとのような願いを込めて。—長屋晴子、公式Xでの2025年7月18日 午前0:40の投稿にて
peppeは素敵なお話をいただいてから、まだ見ぬこどもたちの可能性にこちらが背中を押されるような感覚で作曲していましたと回想している。ベースの穴見真吾は、本作の制作について歌詞をじーんと感じながらRecしましたと語っている。

## プロモーション
2025年7月11日、「第24回 ドコモ未来ミュージアム」のCMソングが「つづく」に決定したことが発表される。同日には7月18日に配信限定シングルとして発売することも発表された。配信ジャケットのデザインはアートディレクターのSAHO ISHIIによるもの。
シングル発売の前日にはティザー映像が公開され、シングル発売日にはmoraやApple Musicにて本作のバナーが掲載された。7月20日に出演した『NUMBER SHOT 2025』でライブ初披露となった。
8月7日、「恥ずかしいか青春は」も手がけた今原電気が監督を務めたミュージック・ビデオが公開された。命は、いつもどこかで、淡々と続いている。それを声で讃えたいというコンセプトをもとに制作された本作のビデオは、草原や森の中で演奏する様子で構成されている。

## 評価
YouTube Japanは、本作を未来へとつながる希望をそっと照らすような楽曲と紹介した。ソングライターの木下陽介は、自身のXで本作について良い曲。やっぱりすごいと述べた。

## クレジット
※出典
緑黄色社会
- 長屋晴子 – ボーカル、作詞、編曲
- 小林壱誓 – ギター、編曲
- peppe – ピアノ、作曲、編曲
- 穴見真吾 – ベース、編曲

外部ミュージシャン
- 比田井修 – ドラム
- 吉田宇宙ストリングス – 弦楽器
- 湯本淳希 – トランペット
- TOCCHI – トロンボーン
- 黒川和希 – サックス

制作スタッフ
- LASTorder – 編曲
- 村上宣之 – ミキシング

## チャート成績
| チャート (2025年)                      | 最高位 |
| -------------------------------------- | ------ |
| Japan Download Songs (Billboard JAPAN) | 15     |
| 日本 (オリコンデジタルシングル)        | 17     |